# Jouko Lindstedt
Jouko Lindstedt (* 1955 in Helsinki) ist ein finnischer Linguist und Professor an der Universität Helsinki. Er ist Mitglied der Esperanto-Akademie und wurde im Jahr 2000 zum Esperantisten des Jahres gewählt.

## Aussage über die Anzahl der Esperanto-Sprecher
Lindstedt schätzte die Anzahl 1996 folgendermaßen:
- 1.000 sprechen Esperanto als Muttersprache.
- 10.000 sprechen es auf annähernd muttersprachlichem Niveau.
- 100.000 haben die Fähigkeit, zu kommunizieren.
- 1.000.000 kennen einige Elemente.

Lindstedt bezeichnet diese Schätzungen als unpräzise. Als Beispiel gibt er an: nenne man für die Muttersprachler nur einige hundert, könne dies zu gering sein, jedoch gäbe es nicht mehrere tausend Muttersprachler.
Nachträglich wurde die Schätzung ergänzt um:
- 10.000.000 haben es irgendwann mal gelernt